# Майкл Олайтан
Майкл Олайтан (англ. Michael Olaitan, нар. 1 січня 1993, Джос) — нігерійський футболіст, нападник клубу «Аполлон» (Каламарія).
Раніше виступав за клуб «Верія», а також молодіжну збірну Нігерії.

## Клубна кар'єра

### «Верія»
Вихованець клубу «Майті Джетс». На початку 2011 року він перейшов в грецьку «Верію». 4 квітня в матчі проти «Діагораса» він дебютував у другому дивізіоні Греції. За підсумками того сезону Олайтан допоміг клубу вийти у вищу лігу. 26 серпня в поєдинку проти «Олімпіакоса» він дебютував в грецькій Суперлізі, а 7 листопада в грі з «Паначаікі» Майкл забив свій перший гол за «Верію».

### «Олімпіакос»
Улітку 2013 року на правах вільного агента Олайтан перейшов в «Олімпіакос». 1 вересня в матчі проти «Левадіакоса» він дебютував за команду з Пірея. 1 грудня забив свій перший гол за «Олі» в ворота «Ерготеліса». 2014 року Олайтан допоміг команді виграти чемпіонат Греції.
2 березня в Піреї під час дербі між з «Панатінаїкосом» з Афін Майкл Олайтан раптово впав на газон. Нехарактерне падіння гравця одразу було помічено медичним персоналом, який і забрав Майкла спочатку в підтрибунне приміщення, а потім його відправили до лікарні. У клініці лікарі зуміли привести 21-річного футболіста до тями. Вночі його стан оцінювався як стабільний. Через це до кінця сезону, який клуб завершив на першому місці, нігерієць більше не зіграв. Наразі встиг відіграти за клуб з Пірея 16 матчів в національному чемпіонаті.

## Виступи за збірну
2013 року залучався до матчів молодіжної збірної Нігерії. У її складі взяв участь в молодіжному Чемпіонаті світу в Туреччині. На турнірі він зіграв у всіх чотирьох матчах проти команд Уругваю, Куби, Південної Кореї  і Португалії і допоміг нігерійцям дійти до 1/8 фіналу. Всього на молодіжному рівні зіграв у 8 офіційних матчах.

## Титули і досягнення
- Чемпіон Греції (1):

«Олімпіакос»: 2013-14